# Cut Loose
Cut Loose is het eerste solo-album van Paul Rodgers (van onder andere Bad Company en Free). Rodgers speelt alle instrumenten op het album.
Het nummer Live in Peace heeft Rodgers later met zijn band The Firm opnieuw uitgebracht op het album Mean Business. Het nummer Superstar Woman was origineel een nummer van Rodgers' vroegere band Bad Company maar was nog niet uitgegeven. Dit nummer verscheen uiteindelijk op de The Original Bad Company Anthology (1999).
Het album is opgenomen in het huis van Paul Rodgers in Kingstone.

## Tracklist
1. Fragile - 4:45
2. Cut Loose - 3:37
3. Live In Peace - 5:01
4. Sweet Sensation - 3:18
5. Rising Sun - 4:08
6. Boogie Mama - 3:11
7. Morning After The Night Before - 4:15
8. Northwinds - 3:58
9. Superstar Woman - 5:00
10. Talking Guitar Blues - 4:05

## Hitlijsten
Het album bereikte slechts de 135e plaats in de Billboard Pop Albums Chart.